# Stenotortor madangensis
Stenotortor madangensis är en insektsart som beskrevs av Evans 1973. Stenotortor madangensis ingår i släktet Stenotortor och familjen dvärgstritar. Inga underarter finns listade i Catalogue of Life.